# Золотухинский сельсовет (Алтайский край)
Золотухинский сельсовет — муниципальное образование со статусом сельского поселения и административно-территориальное образование в Локтевском районе Алтайского края России. Административный центр — село Золотуха.

## Демография
По результатам Всероссийской переписи населения 2010 года, численность населения муниципального образования составила 975 человек, в том числе 450 мужчин и 525 женщин. Оценка Росстата на 1 января 2012 года — 935 человек.

## Населённые пункты
В состав сельского поселения входит 2 населённых пункта:
- село Золотуха,
- село Раздольное.